# 茅田砂胡
茅田 砂胡（かやた すなこ、5月3日 -）は、日本の小説家、ライトノベル作家である。
1992年に『デルフィニアの姫将軍』でデビュー。1993年にデビュー作を大幅に改訂、ふくらませたデルフィニア戦記シリーズ第一作『放浪の戦士』を発表。大ヒットとなる。
代表作は『デルフィニア戦記』、『スカーレット・ウィザード』など。『スカーレット・ウィザード』で第1回（2001年度）センス・オブ・ジェンダー賞大賞受賞。
2013年にデビュー20周年を記念した書下ろし600ページ以上という本『茅田砂胡 全仕事 1993-2013』をドラマCDつき特別版と通常版の2種類で刊行。
2014年6月、『全仕事』のドラマCDがきっかけとなり「茅田砂胡プロジェクト」と題したプロジェクトチームが結成され、9月以降、CDブックなどを展開。

## 作品リスト

### 「デルフィニア戦記」シリーズ（本編完結）
表紙、挿絵共に沖麻実也
- デルフィニアの姫将軍（大陸書房）
- グランディスの白騎士（大陸書房）
- デルフィニア戦記（C★NOVELS版・中公文庫版各全18巻）
- 王女グリンダ（C★NOVELS、中公文庫上下巻、上記『デルフィニアの姫将軍』、『グランディスの白騎士』を合本、再刊したもの）
- 大鷲の誓い デルフィニア戦記外伝（C★NOVELS、中公文庫）
- コーラル城の平穏な日々 デルフィニア戦記外伝2（C★NOVELS）
- ポーラの戴冠式 デルフィニア戦記外伝3（C★NOVELS）
- 国王の受難 デルフィニア戦記外伝4（C★NOVELS）

### 「桐原家の人々」シリーズ（完結）
- 桐原家の人々（角川ルビー文庫）
  - 恋愛遺伝学講座
  - 恋愛心理学入門
  - 恋愛統計総論
- 桐原家の人々（C★NOVELS：上記角川ルビー文庫版の大幅改訂版＋4巻書き下ろし）表紙、挿絵は成瀬かおり
  - 桐原家の人々1 恋愛遺伝学講座
  - 桐原家の人々2 恋愛心理学入門
  - 桐原家の人々3 恋愛統計総論
  - 桐原家の人々4 特殊恋愛理論

### 「スカーレット・ウィザード」シリーズ（C★NOVELS）（完結）
- スカーレット・ウィザード 全5巻
- 外伝 天使が降りた夜
- スカーレット・ウィザードマイナス（C★NOVELS、非売品、作画は忍青龍）
- スカーレット・ウィザードプラス1（CNコミックス、オリジナルエピソードのコミック版。作画は忍青龍）
- スカーレット・ウィザードプラス2（CNコミックス、オリジナルエピソードのコミック版。作画は鈴木理華）

### 「レディ・ガンナー」シリーズ（角川スニーカー文庫）（続刊）
表紙、挿絵共に草河遊也
- レディ・ガンナーの冒険
- レディ・ガンナーの大追跡 上・下
- レディ・ガンナーと宝石泥棒
- レディ・ガンナーと二人の皇子 上・中・下
- レディ・ガンナーと虹色の羽
- レディ・ガンナー外伝 そして四人は東へ向かう

### 「暁の天使たち」シリーズ（C★NOVELS）（完結）
表紙、挿絵共に鈴木理華
- 暁の天使たち
- 神々の憂鬱
- 海賊王の帰還
- 二人の眠り姫
- 女王と海賊
- 天使の舞闘会
- 外伝
  - 舞闘会の華麗なる終演
  - 天使たちの華劇

### 「クラッシュ・ブレイズ」シリーズ（C★NOVELS）（完結）
表紙、挿絵共に鈴木理華
- 嘆きのサイレン
- スペシャリストの誇り
- ヴェロニカの嵐
- パンドラの檻
- オンタロスの剣
- ソフィアの正餐会
- 大峡谷のパピヨン
- ミラージュの罠
- 夜の展覧会
- サイモンの災難
- マルグリートの輪舞曲
- 追憶のカレン
- 海賊とウェディング・ベル
- 逆転のクレヴァス
- オディールの騎士
- ファロットの休日

### 「祝もものき事務所」シリーズ（C★NOVELS）
表紙、挿絵共に睦月ムンク
- 祝もものき事務所
- 祝もものき事務所2
- 祝もものき事務所3
- 祝もものき事務所4

### 「天使たちの課外活動」シリーズ（C★NOVELS）
表紙、挿絵共に鈴木理華
- 天使たちの課外活動
- 天使たちの課外活動2 ライジャの靴下
- 天使たちの課外活動3 テオの日替り料理店
- 天使たちの課外活動4 アンヌの野兎
- 天使たちの課外活動5 笑顔の代償
- 天使たちの課外活動6 テオの秘密のレストラン
- 天使たちの課外活動7 ガーディ少年と暁の天使（上）
- 天使たちの課外活動8 ガーディ少年と暁の天使（下）
- 天使たちの課外活動9 極光城の魔法使い
- 天使たちの課外活動10 レティシアの奇跡
- 天使たちの課外活動11 星と大地の芸能祭

### 「トゥルークの海賊」シリーズ（C★NOVELS）（完結）
表紙、挿絵共に鈴木理華
- トゥルークの海賊
- トゥルークの海賊2
- トゥルークの海賊3
- トゥルークの海賊4

### 「茅田砂胡全仕事 1993～2013」
CD付きのものも同時発売

### 「茅田砂胡CDブック」
- デルフィニア戦記‐放浪の戦士
- スカーレット・ウィザード 女王と海賊の契約
- スカーレット・ウィザード クライストの贈りもの

### 「海賊と女王の航宙記」シリーズ（C★NOVELS） （続刊）
表紙、挿絵共に鈴木理華
- パピヨンルージュと嵐の星
- 海賊王と開かずの≪門≫
- 女王と海賊の披露宴

## 作品群の相関
『スカーレット・ウィザード』の約40年後の共和宇宙（外伝で時代の空白が説明されている）において、異能を持つ少年、リィが異次元へと落ちた時の話が『デルフィニア戦記』（C★NOVELS版）である。リィはデルフィニア暦で約6年を過ごし（この間、共和宇宙では10日ほどしか時間が流れなかった）迎えに来た相棒・ルウと共に共和宇宙へと帰るが、その後のエピソードが『暁の天使たち』であり、続編として『クラッシュ・ブレイズ』、『天使たちの課外活動』などへと続く。なお『トゥルークの海賊』は、『天使たちの課外活動』と並行する時間軸での『スカーレット・ウィザード』の主要人物たちが描かれている。